# Крейц, Карл Густав
Барон Карл Густав Крейц (швед. Carl Gustaf Creutz; 25 января 1660, местечко Фалун — 12 марта 1728, Стокгольм) — шведский генерал от кавалерии, участник Северной войны. Один из самых опытных командиров шведской конницы, участник шестнадцати сражений.

## Биография
Карл Густав был младшим сыном Лоренца Крейца (старшего) и Эльзы Дюваль. Двое из его братьев впоследствии стали губернаторами: Лоренц Крейц младший и Юхан Крейц. Последний был первым представителем графской ветви рода Крейц.
В двухлетнем возрасте зачислен лейтенантом в Лейб-гвардейский конный полк. В 1674 году стал студентом Уппсальского университета. В 1675 году вступил камер-пажом на придворную службу и вместе с Карлом XI отправился в военный поход во время войны с Данией 1677—1679 годах. Во время войны нес службу в Карельском кавалерийском полку в Бранденбурге, став капитан-лейтенантом в 1677 году и ротмистром 1679 году, но после окончания войны вернулся в Лейб-гвардейский конный полк.
Когда вспыхнула Северная война, Крейц был ротмистром Седерманландской роты. В 1701 году участвовал в переходе Западной Двины, в том же году стал майором. После боя Лаутенбургом в 1703 году, дослужился до подполковника Лейб-гвардейского конного полка, а в 1704 году — до полковника и начальника штаба этого полка.
Свою самую знаменитую операцию за время войны Крейц провел в 1706 году, когда под Клецком он разбил вдвое превосходящего врага, а через несколько дней занял укрепленный город Ляховичи, после чего Карл XII присвоил ему звание генерал-майора кавалерии с назначением командиром Лейб-гвардейским конным полком.
После капитуляции шведской армии под Переволочной в 1709 году плененого Крейца повезли в Полтаву, а затем в Москву, где он принял участие в триумфальном шествии, организованном Петром I. После этого, вместе со своим сыном Лоренцем (1690—1733), который также попал в плен к русским, находились в Тобольске.
На протяжении своего тринадцатилетнего плена нетерпеливо работал ради сплочения пленных каролинов. После смерти первого министра Карла XII графа Карла Пипера, который возглавлял союз шведских военнопленных в России, Карл Крейц занял его место и пытался под влиянием пиетизма распространить сердечнее христианство на них и на окружающую русское население. С двумя из наиболее выдающихся представителей пиетизма Ф. Спенером и А. Франке он находился в оживленной переписке.
После подписания Ништадтского мирного договора (1721 год) Крейц вернулся в Швецию в 1722 году. Перед этим, он получил в 1720 году звание генерал-лейтенанта, и генерала кавалерии 1722 году. В Швеции принял под своё командование новый лейб-гвардии кавалерийский полк, созданный взамен погибшего под Полтавой, и занимал эту должность почти до самой своей смерти.
Карл Густав Крейц был женат на Софии Кристине Натт-о-Даг, дочери советника департамента государственных сборов Густава Перссона. Посредством данного брака он получил поместье Текхаммар недалеко от Нючепинга. Когда в 1733 году умер их сын Лоренц, поместье перешло к его сестре Беате и её мужу Фредерику Розенхану. Они перенесли останки Карла Густава Крейца и его супруги Софии из Риддархольмской церкви в Стокгольме в церковь Хусбю-Оппунда в Сёдерманланде.
Особый интерес для историков представляют письма Карла Густава Крейца к его супруге Софии, в которых описан ход боевых действий во время русской кампании Карла XII.